# Залесное (Крым)
Зале́сное (до 1945 года Юхары́-Карале́з; укр. Залісне, крымскотат. Yuqarı Qaralez, Юкъары Къаралез) — село в Бахчисарайском районе Республики Крым, в составе Красномакского сельского поселения (согласно административно-территориальному делению Украины — Красномакского сельского совета Бахчисарайского района Автономной Республики Крым).

## Современное состояние
В Залесном 4 улицы, 130 дворов, площадь села — 63,4 гектара, входило в состав бывшего колхоза «Украина». В селе действует фельдшерско-акушерский пункт, магазин, сельский клуб, православная община Равноапостольной княгини Ольги. Залесное связано автобусным сообщением с Бахчисараем, Симферополем, Севастополем и Ялтой

## Население
| 2001 | 2014 |
| ---- | ---- |
| 359  | ↘285 |

Всеукраинская перепись 2001 года показала следующее распределение по носителям языка
| Язык             | Процент |
| ---------------- | ------- |
| русский          | 78,27   |
| крымскотатарский | 16,43   |
| украинский       | 5,29    |

### Динамика численности
| - 1805 год — 253 чел. - 1864 год — 439 чел. - 1886 год — 352 чел. - 1887 год — 615 чел. - 1892 год — 663 чел. - 1897 год — 650 чел. - 1902 год — 661 чел. - 1915 год — 665/13 чел. | - 1926 год — 423 чел. - 1939 год — 521 чел. - 1944 год — 540 чел. - 1989 год — 336 чел. - 2001 год — 359 чел. - 2009 год — 309 чел. - 2014 год — 554 чел. |

## География
Залесное расположено в юго-западной части района, на левом склоне Каралезской долины, высота центра села над уровнем моря 151 м. Через село протекает река Быстрянка, левый приток Бельбека. На противоположной стороне долины возвышаются четырнадцать выветренных скал — Каралезские сфинксы (Узун-Тарла), каждый из которых имеет своё название. В 1964 году они объявлены памятником природы. Вблизи села Залесное расположен известный пещерный город — Мангуп, чуть дальше Эски-Кермен и средневековый замок Кыз-Куле, пещерные монастыри Шулдан и Челтер, недалеко и Сюйренская крепость с пещерным монастырём Челтер-Мармара, храмы Донаторов и Трёх Всадников.. Транспортное сообщение осуществляется по региональной автодороге 35К-010 Танковое — Оборонное (по украинской классификации — Т-0105), которое ведёт по Каралезской долине, ведёт, через перевал Текиль-Таш (Стоячий Камень), в долину реки Чёрной и далее в Севастополь (около 39 км до центра). До Бахчисарая от села около 19 километров. Ближайшая железнодорожная станция — Сирень — в 11 километрах, соседние сёла — Красный Мак в 1 км на север и Ходжа-Сала в 1,5 км южнее.

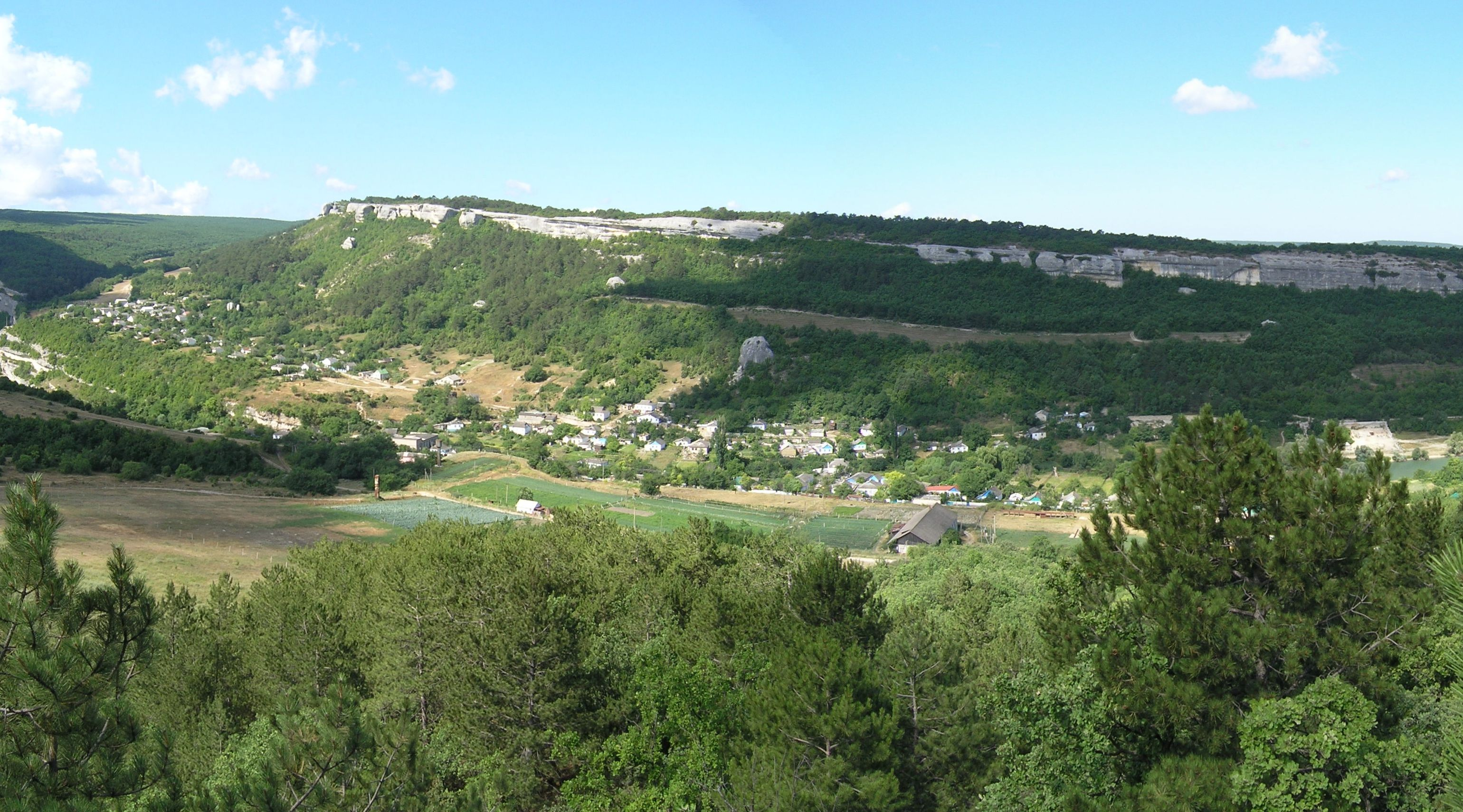
Залесное

## Название
До переименования в 1945 году село называлось Юхары-Каралез. Юкары (yuqarı) в переводе с крымскотатарского означает «верхний» (относительно направления долины), а Каралез — разговорное произношение изначального названия Кара-Ильяс (кара (qara) означает «чёрный», Ильяс (İlyas) — мужское имя). Историки относят это имя к владельцу окружающих земель Ильяс-мурзе, известному по записям кадиаскерского суда 1704 года

## История
История села начинается в глубине средних веков и возникло оно, во многом благодаря расположенному у южной окраины источнику Суук-Су. Находясь в самом центре страны Дори, позже — княжества Феодоро (практически — пригород столицы Мангупа), село было населено христианами, греками, а также готами, заселивших край во II веке, которые и после захвата княжества Османской империей в 1475 году, славились, как искусные воины-стрелки, сумевшие в 1633 году отбить нападение запорожских казаков. В тот период село входило в Мангупский кадылык санджака Кефе (до 1558 года, в 1558—1774 годах — эялета) Османской империи. В «Османском реестре земельных владений Южного Крыма 1680-х годов» записан Кара-Ийлас Мангупского кадылыка эялета Кефе, в котором числится 21 землевладелец, но к какой из частей селения относятся данные не ясно. В состав Крымского ханства село номинально входило 9 лет: от обретения ханством независимости в 1774 году до присоединения Крыма к России (8) 19 апреля 1783 года. К этому времени христиан в деревне, видимо, не осталось, потому что в «Ведомости о выведенных из Крыма в Приазовье христианах» А. В. Суворова Юхары-Каралез не значится.

В русских документах Юхары-Каралез впервые упоминается в Камеральном описании Крыма 1784 года, как деревня бакчи-сарайскаго каймаканства Мангупскаго кадылыка Юкары-Ильяс. После присоединения Крыма к России (8) 19 апреля 1783 года, (8) 19 февраля 1784 года, именным указом Екатерины II сенату, на территории бывшего Крымского Ханства была образована Таврическая область и деревня была приписана к Симферопольскому уезду. Упоминается Юхары-Кара-Иляс под 1794 годом, в труде Петра Палласа «Наблюдения, сделанные во время путешествия по южным наместничествам Русского государства»
Верхняя простирается до скалистой долины, ведущей к Мангупу и ай-тодорским деревням.
 После Павловских реформ, с 1796 по 1802 год, входила в Акмечетский уезд Новороссийской губернии. По новому административному делению, после создания 8 (20) октября 1802 года Таврической губернии, Юхары-Каралез был включён в состав Чоргунской волости Симферопольского уезда.
По Ведомости о всех селениях в Симферопольском уезде состоящих с показанием в которой волости сколько числом дворов и душ… от 9 октября 1805 года, в Юхары-Каралезе числилось 44 двора, в которых проживало 253 человека, все крымские татары, а земля принадлежала некоему Исмаил-бею; на военно-топографической карте генерал-майора Мухина 1817 года в деревне обозначены 45 дворов. После реформы волостного деления 1829 года Юкары Каралез, согласно «Ведомости о казённых волостях Таврической губернии 1829 года», отнесли к Дуванкойской волости (преобразованной из Чоргунской). Шарль Монтандон в своём «Путеводителе путешественника по Крыму, украшенный картами, планами, видами и виньетами…» 1833 года писал, что «Йокар-Каралез примыкает к садам и хорошо обработанным землям». На карте 1836 года в деревне 36 дворов, в 1842 году число дворов в Юхары-Каралез сократилось до 35. Во время Крымской войны, после оставления Севастополя в августе 1855 года, в русле действий по предотвращению проникновения войск противника во внутренние районы Крыма, в ущелье у селения Юхары-Каралез были размещены 7 батальонов 6-й пехотной дивизии, греческий легион Императора Николая I, рота 3-го стрелкового батальона, 8 батарейных и 8 лёгких орудий и 4 сотни 22-го донского казачьего полка.
В 1860-х годах, после земской реформы Александра II, деревню приписали к Каралезской волости. Согласно «Списку населённых мест Таврической губернии по сведениям 1864 года», составленному по результатам VIII ревизии 1864 года, Юхары-Каралез и Орта-Кисек-Каралез (записаны в одной строке) — владельческая татарская деревня и владельческие дачи, с 69 дворами , 439 жителями, 2 мечетями и 2 водяными мельницами при источнике безъименном. По обследованиям профессора А. Н. Козловского начала 1860-х годов, селение обеспечивалось водой из речки и родников. На трёхверстовой карте Шуберта 1865—1876 года дворов обозначено 63. На 1886 год в деревне Юхары-Каралез, согласно справочнику «Волости и важнѣйшія селенія Европейской Россіи», проживало 352 человека в 62 домохозяйствах, действовала мечеть. В «Памятной книге Таврической губернии 1889 года» в Юхары-Каралезе записано 123 дома с 615 жителями. На верстовой карте 1890 года обозначено 87 дворов с исключительно крымскотатарским населением.
После земской реформы 1890-х годов деревня осталась в составе преобразованной Каралезской волости. Согласно «…Памятной книжке Таврической губернии на 1892 год», в деревне Юхары-Каралез, входившей в Шульское сельское общество, числилось 663 жителя в 101 домохозяйстве. 80 домохозяев владели 228 десятинами земли, остальные были безземельные. Перепись 1897 года зафиксировала в деревне 650 жителей — крымских татар. По «…Памятной книжке Таврической губернии на 1902 год» в деревне Юхары-Каралез, входившей в Шульское сельское общество, числился 661 житель в 95 домохозяйствах. В 1907 году в деревне было начато строительство мектебе. По Статистическому справочнику Таврической губернии. Ч.II-я. Статистический очерк, выпуск шестой Симферопольский уезд, 1915 год, в деревне Юхары-Каралез Каралезской волости Симферопольского уезда числилось 90 дворов с татарским населением в количестве 665 человек приписных жителей и 13 — «посторонних». В общем владении было 311 десятин удобной земли, все дворы с землёй. В хозяйствах имелось 122 лошадей, 24 вола, 68 коров, 76 телят и жеребят и 480 голов мелкого скота.
После установления в Крыму Советской власти, по постановлению Крымревкома от 8 января 1921 года была упразднена волостная система и село вошло в состав Бахчисарайского района Симферопольского уезда (округа), а в 1922 году уезды получили название округов. 11 октября 1923 года, согласно постановлению ВЦИК, в административное деление Крымской АССР были внесены изменения, в результате которых был создан Бахчисарайский район и село включили в его состав. Согласно Списку населённых пунктов Крымской АССР по Всесоюзной переписи 17 декабря 1926 года, в селе Юхары-Каралез, центре Юхары-Каралезского сельсовета Бахчисарайского района, имелось 108 дворов, из них 106 крестьянских, население составляло 423 человека (216 мужчин и 207 женщин). В национальном отношении учтено: 414 татар, 7 русских, 1 грек, 1 записан в графе «прочие», действовала татарская школа. В 1935 году был создан новый Фотисальский район, в том же году (по просьбе жителей), переименованный Куйбышевский, которому переподчинили село. По данным всесоюзной переписи населения 1939 года в селе проживал 521 человек.
Во время обороны Севастополя в Великую Отечественную войну, перед третьим штурмом города, в селе располагался штаб 11-й армии
Манштейна, с наблюдательным пунктом на горе Эль-Бурун.
В 1944 году, после освобождения Крыма от фашистов, согласно постановлению ГКО № 5859 от 11 мая 1944 года, 18 мая крымские татары были депортированы в Среднюю Азию. На май того года в селе учтено 540 жителей (145 семей), все крымские татары, было принято на учёт 104 дома спецпереселенцев. 12 августа 1944 года было принято постановление № ГОКО-6372с «О переселении колхозников в районы Крыма», по которому в район из сёл УССР планировалось переселить 9000 колхозников и в сентябре 1944 года в район приехали первые новоселы (2349 семей) из различных областей Украины, а в начале 1950-х годов, также с Украины, последовала вторая волна переселенцев. С 25 июня 1946 года в составе Крымской области РСФСР. Указом Президиума Верховного Совета РСФСР 21 августа 1945 года село Юхары-Каралез было переименовано в Залесное, с соответствующим переименованием сельсовета. С 25 июня 1946 года Залесное в составе Крымской области РСФСР, а 26 апреля 1954 года Крымская область была передана из состава РСФСР в состав УССР. Время упразднения сельсовета пока не установлено: на 15 июня 1960 года село числилось в составе Красномакского.
В декабре 1962 года Куйбышевский район, согласно указу Президиума Верховного Совета УССР «Об укрупнении сельских районов Крымской области» от 30 декабря 1962 года, ликвидировали и село административно было переподчинено Бахчисарайскому району. По данным переписи 1989 года в селе проживало 336 человек. С 12 февраля 1991 года село в восстановленной Крымской АССР, 26 февраля 1992 года переименованной в Автономную Республику Крым. С 21 марта 2014 года в составе Крыма аннексировано Россией.